# Sereetz
Sereetz är ett samhälle i den tyska kommunen Ratekau i Kreis Ostholstein i förbundslandet Schleswig-Holstein. Orten ligger omkring sju kilometer ifrån Lübecks centrum. Den största delen av den arbetsföra befolkningen pendlar till antingen Bad Schwartau i väster, eller Lübeck i söder. Sereetz ligger precis norr om motorvägen A226, och motorvägen A1 passerar inte heller lång ifrån orten.